# Тихий американец в Праге
«Тихий американец в Праге» (чеш. Tichý Američan v Praze) — чехословацкий фильм 1977 года режиссёра Йозефа Маха с польской актрисой Барбарой Брыльской в главной роли.

## Сюжет
Фильм основан на реальных событиях, когда в 1948 году была раскрыта шпионская сеть, организованная американским дипломатом.
1947 год. В послевоенной Чехословакии противники коммунистов надеются на госпереворот, поддержанный Западом. В организации госпереворота активно участвует США — американский атташе по культуре Чарль Бартон, тихий и неприметный, который ещё в конце войны был одним из инициаторов похищения армией США так называемого «штеховицкого архива» — документов, спрятанных в лесах отступающими немцами, которые в конце концов возвращаются американцами, но списки агентов Гестапо и другие важные материалы отсутствуют. Чехословацкая контрразведка начинает следить за Бартоном.
В это время секретарша Бартона Милена встречает Иржи, свою большую довоенную любовь. Оба в войну были членами разгромленной организации сопротивления, которую выдал Гестапо так и не установленный предатель. Павел Крал, один из немногих выживших членов той организации, полон решимости найти предателя.
Иржи начинает жить с Миленой, не подозревая, что Бартон шантажирует её фотографиями, документирующими её контакты с немецкими офицерами во время войны, и что ныне, выдавая себя за журналистку, Милена получает для американцев секретную информацию от высокопоставленных чехословацких чиновников с помощью алкоголя и секса.
Контрразведка под руководством капитана Прокопа, разрабатывая Бартона, неожиданно находит помощь в лице Павла Краля, который подозревает, что предателем группы Сопротивления во время войны была Милена. Но американцы с помощью Милены убьют Павла. И к Прокопу приходит Иржи, со своими доверять Милене. В феврале 1948 года коммунисты получают власть, и срывают готовящийся США переворот. Иржи получает доказательства предательства Милены и расстаётся с ней. Молодая женщина добровольно сводит счеты с жизнью. Контрразведка теряет в её лице нить доказательств к подрывной работе американского дипломата, хотя и получает от Иржи доказательства её работы на Гестапо в годы войны.
Однако, Прокоп догадывается, что Милена сотрудничала с немцами и американцами не по своей воле, и это Иржи ещё во время войны стал агентом Гестапо, а затем США, он изначально «подкладывал» влюблённую в него девушку под немецких офицеров, а затем под американцев и коррумпированных чешских политиков. И её самоубийство на самом деле было убийством. Хотя контрразведка не имеет доказательств против Иржи, но Прокоп лишь намекает ему о догадках, и тот покидает страну вместе с уезжающими американцами.

## В ролях
- Барбара Брыльска — Милена Сингрова
- Йозеф Лангмилер — Чарльз Бартон, американский атташе по культуре, полковник
- Мирослав Зоунар — Иржи Хачек, доктор философии, бывший член Сопротивления
- Мирослав Моравец — капитан Прокоп, командир группы контрразведки МВД
- Владимир Раж — майор Брауэр, начальник отдела региональной безопасности
- Радован Лукавский — начальник Прокопа
- Франтишек Немец — Павел Крал, бывший боец Сопротивления
- Сватоплук Бенеш — полковник Тампир
- Иржи Голый — Лаубе
- Алоис Швеглик — Хюнтер
- Борживой Навратил — американский офицер Ричардс
- Иржи Штепничка — американский солдат Уркварт
- Томаш Седлачек — американский солдат Фултон
- Вильгельм Кох-Хоге — немецкий офицер
- Виктор Маурер — доктор Пихлик, сотрудник МВД
- Хана Талпова — Энн, жена Бартона
- Владимир Птачек — Коцвара
- Вилем Бессер — следователь
- Иржи Лир — редактор газеты

## Критика
хорошо проработанный фильм, интерес аудитории к которому дополняется актёрским составом Йозефа Лангмилера и польской актрисы Барбары Брыльски в главных роляхОригинальный текст (чешск.) jde o řemeslně slušně odvedený snímek, jehož diváckou zajímavost zvyšuje herecké obsazení Josefem Langmilerem a polskou herečkou Barbarou Brylskou v čele. — Filmový přehled</ref>

## Фестивали и награды
- XVI Фестиваль чешских и словацких фильмов в Ческе-Будеевице (1978) — почётное признание жюри создателям фильма.